# Star Trek II: The Wrath of Khan (soundtrack)
Star Trek II: The Wrath of Khan is de originele soundtrack, gecomponeerd en gedirigeerd door James Horner voor de film Star Trek II: The Wrath of Khan uit 1982 van Nicholas Meyer. Het album werd uitgebracht in 1982 door Atlantic Records.
De muziek van de film is Horners zijn eerste grote filmmuziek die hij in zijn carrière componeerde. Hij werd geselecteerd nadat hij talloze componisten had gesorteerd, in plaats van Jerry Goldsmith, die de voorganger had gecomponeerd en niet werd overwogen vanwege het beperkte budget van de film. Horner produceerde een modernistisch geluid over de John Williams-stijl van epische orkestrale filmmuziek voor de Star Wars-films.
De muziek werd opgenomen in de Warner Bros. Studios, Burbank van 12 tot 15 april 1982, en er werden twee extra sessies gehouden op respectievelijk 30 april en 3 mei in de Record Plant studio in Los Angeles om de thema's te wijzigen. Horner componeerde bijna 72 minuten aan filmmuziek, die vervolgens werd uitgevoerd door het 91-koppige orkest. Hij maakte gebruik van synthesizers voor aanvullende effecten en Craig Huxley voerde de blaster beam uit, evenals het componeren van elektronische muziek voor de Genesis Project-video. Toen het grootste deel van de definitieve bewerking van de film was vastgelegd, voordat Horner de muziek componeerde, moest hij het orkestratieproces wijzigen omdat de integratie van speciale effecten veranderingen in de duur van de scènes veroorzaakte. De filmmuziek bevat het Star Trek-thema gecomponeerd door Alexander Courage en geschreven door Gene Roddenberry.
Een uitgebreide uitgave werd door Retrograde uitgebracht in 2009. Een geremasterde uitgave werd door La-La Land Records uitgebracht in 2021.

## Tracklijst
| 1.                 | Main Title                  | 3:08 |
| 2.                 | Surprise Attack             | 5:12 |
| 3.                 | Spock                       | 1:11 |
| 4.                 | Kirk's Explosive Reply      | 4:03 |
| 5.                 | Khan's Pets                 | 4:21 |
| 6.                 | Enterprise Clears Moorings  | 3:35 |
| 7.                 | Battle In The Mutara Nebula | 8:05 |
| 8.                 | Genesis Countdown           | 6:37 |
| 9.                 | Epilogue / End Title        | 8:43 |
| Totale duur: 44:55 |                             |      |

### Uitgebreide uitgave (Retrograde, 2009)
| 1.                 | Main Title                                       | 3:08 |
| 2.                 | Surprise on Ceti Alpha V                         | 0:46 |
| 3.                 | Khan's Pets                                      | 4:20 |
| 4.                 | The Eels of Ceti Alpha V / Kirk in Space Shuttle | 3:54 |
| 5.                 | Enterprise Clears Moorings                       | 3:34 |
| 6.                 | Chekov Lies                                      | 0:42 |
| 7.                 | Spock                                            | 1:13 |
| 8.                 | Kirk Takes Command / He Tasks Me                 | 2:08 |
| 9.                 | Genesis Project                                  | 3:17 |
| 10.                | Surprise Attack                                  | 5:08 |
| 11.                | Kirk's Explosive Reply                           | 4:03 |
| 12.                | Inside Regula I                                  | 1:37 |
| 13.                | Brainwashed                                      | 1:25 |
| 14.                | Captain Terrell's Death                          | 2:00 |
| 15.                | Buried Alive                                     | 0:58 |
| 16.                | The Genesis Cave                                 | 1:11 |
| 17.                | Battle in the Mutara Nebula                      | 8:09 |
| 18.                | Enterprise Attacks Reliant                       | 1:30 |
| 19.                | Genesis Countdown                                | 6:35 |
| 20.                | Spock (Dies)                                     | 1:55 |
| 21.                | Amazing Grace                                    | 1:27 |
| 22.                | Epilogue / End Title                             | 8:47 |
| 23.                | Epilogue (original version) / End Title          | 7:29 |
| Totale duur: 75:16 |                                                  |      |

### Geremasterde uitgave (La-La Land Records, 2021)
| 1.                 | Main Title                                       | bevat thema uit Star Trek uitgevoerd door Alexander Courage en Gene Roddenberry | 3:11 |
| 2.                 | Surprise On Ceti Alpha V                         |                                                                                 | 0:48 |
| 3.                 | Khan's Pets                                      |                                                                                 | 4:23 |
| 4.                 | The Eels Of Ceti Alpha V / Kirk In Space Shuttle | bevat thema uit Star Trek uitgevoerd door Alexander Courage en Gene Roddenberry | 3:57 |
| 5.                 | Enterprise Clears Moorings                       |                                                                                 | 3:36 |
| 6.                 | Chekov Lies                                      | bevat thema uit Star Trek uitgevoerd door Alexander Courage en Gene Roddenberry | 0:43 |
| 7.                 | Spock                                            |                                                                                 | 1:13 |
| 8.                 | Kirk Takes Command / He Tasks Me                 | bevat thema uit Star Trek uitgevoerd door Alexander Courage en Gene Roddenberry | 2:12 |
| 9.                 | Surprise Attack                                  |                                                                                 | 5:10 |
| 10.                | Kirk's Explosive Reply                           |                                                                                 | 4:05 |
| 11.                | Inside Regula One                                |                                                                                 | 1:51 |
| 12.                | Brainwashed                                      |                                                                                 | 1:27 |
| 13.                | Captain Terrell's Death                          |                                                                                 | 2:01 |
| 14.                | Buried Alive                                     |                                                                                 | 1:00 |
| 15.                | The Genesis Cave                                 |                                                                                 | 1:13 |
| 16.                | Battle In The Mutara Nebula (Film Version)       |                                                                                 | 8:11 |
| 17.                | Enterprise Attacks Reliant                       |                                                                                 | 1:34 |
| 18.                | Genesis Countdown (Film Version)                 |                                                                                 | 6:38 |
| 19.                | Spock And Kirk                                   | bevat thema uit Star Trek uitgevoerd door Alexander Courage en Gene Roddenberry | 1:56 |
| 20.                | Amazing Grace                                    |                                                                                 | 1:29 |
| 21.                | Epilogue / End Title (Film Version)              | bevat thema uit Star Trek uitgevoerd door Alexander Courage en Gene Roddenberry | 8:45 |
| Totale duur: 65:23 |                                                  |                                                                                 |      |

| 1.                 | Main Title                               | bevat thema uit Star Trek uitgevoerd door Alexander Courage en Gene Roddenberry | 3:10 |
| 2.                 | Surprise Attack                          |                                                                                 | 5:10 |
| 3.                 | Spock                                    |                                                                                 | 1:14 |
| 4.                 | Kirk's Explosive Reply                   |                                                                                 | 4:05 |
| 5.                 | Khan's Pets                              |                                                                                 | 4:22 |
| 6.                 | Enterprise Clears Moorings               |                                                                                 | 3:37 |
| 7.                 | Battle In The Mutara Nebula              |                                                                                 | 8:11 |
| 8.                 | Genesis Countdown                        |                                                                                 | 6:37 |
| 9.                 | Epilogue / End Title                     | bevat thema uit Star Trek uitgevoerd door Alexander Courage en Gene Roddenberry | 8:44 |
| 10.                | Genesis Project                          | gecomponeerd en uitgevoerd door Craig Huxley                                    | 3:14 |
| 11.                | The Eels Of Ceti Alpha V (Discrete)      |                                                                                 | 2:41 |
| 12.                | Kirk In Space Shuttle (Discrete)         | bevat thema uit Star Trek uitgevoerd door Alexander Courage en Gene Roddenberry | 1:22 |
| 13.                | Kirk Takes Command (Proposed Album Take) | bevat thema uit Star Trek uitgevoerd door Alexander Courage en Gene Roddenberry | 1:43 |
| 14.                | Buried Alive (Alternate Take)            |                                                                                 | 1:02 |
| 15.                | Amazing Grace (Alternate)                |                                                                                 | 1:33 |
| 16.                | Epilogue / End Title (Alternate)         | bevat thema uit Star Trek uitgevoerd door Alexander Courage en Gene Roddenberry | 7:33 |
| 17.                | Wild Orchestra                           |                                                                                 | 1:37 |
| 18.                | Amazing Grace (Alternate Bagpipes)       |                                                                                 | 1:30 |
| Totale duur: 67:25 |                                          |                                                                                 |      |